# Liste des traités signés par l'Empire byzantin
Voici la liste des traités et accords signés au cours de son histoire par l'Empire romain d'Orient ou Empire byzantin. Il s'agit des accords qui ont été passés entre l'Empire byzantin et une autre puissance, y compris les accords de paix, les accords commerciaux et d'autres types d'accords entre les deux puissances.

## Dynastievalentino-théodosienne(364-457)

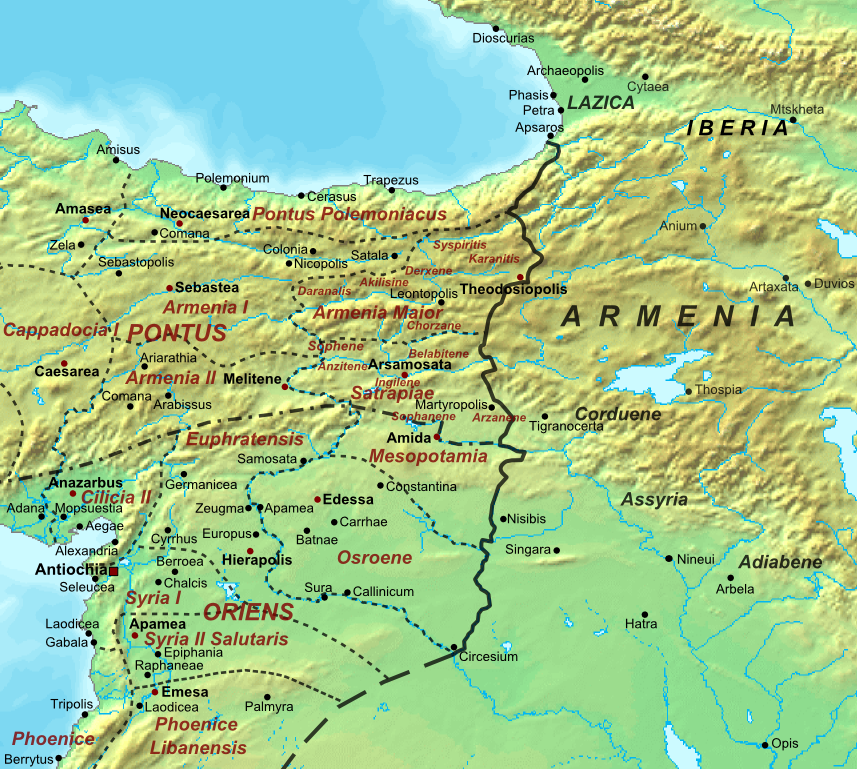
Division de l'Arménie après la paix d'Acilisene

- Paix d'Acilisène (387) : traité de paix entre l'Empire sassanide et l'Empire romain d'Orient, qui aboutit au partage de la Grande Arménie.

## Dynastie justinienne(518-602)
- Traité de la Paix éternelle (532) : traité de paix entre l'Empire byzantin et l'Empire sassanide. D'une durée indéfinie, il met fin à la guerre d'Ibérie entre les deux puissances.
- Traité de Dara (562) : traité de paix entre l'Empire byzantin et l'Empire sassanide. Ce traité met fin à la guerre lazique. Les Sassanides acceptent d'évacuer la région du lazique, mais le statut de la région frontalière de Svanétie reste flou, ce qui engendrera des différends entre les deux puissances par la suite.

## Période transitoire sans dynastie (711-717)

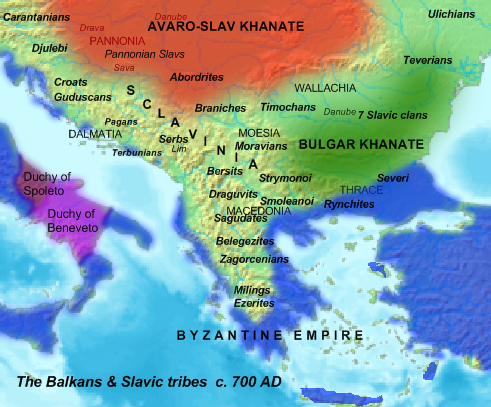
La Bulgarie et l'Empire byzantin après le traité de 716.

- Traité byzantino–bulgare (716) : accord entre l'Empire byzantin et l'Empire bulgare. qui met fin au conflit entre les deux puissances. La victoire bulgare à Anchialos permet aux Bulgares d'imposer un tracé frontalier qui leur est favorable.

## Dynastie de Nikephoros (802-813)
- Pax Nicephori (803) : traité de paix entre Charlemagne et de Nicéphore Ier. Aux termes des négociations, les représentants byzantins reconnaissent l'autorité de Charlemagne en Europe Occidentale. Les deux parties négocient également leur zone d'influence autour de la mer Adriatique.

## Période transitoire sans dynastie (813-820)
- Traité byzantino-bulgare (815) : accord entre l'Empire byzantin et l'Empire bulgare. Il délimite les frontières entre les deux puissances et fixe les conditions d'un échange de prisonniers.

## Dynastie macédonienne(867-1056)
- Traité de Constantinople (907) : traité préliminaire de paix entre la principauté Rus' de Kiev et l'Empire byzantin qui met fin à la guerre entre les deux puissances.
- Traité byzantino-Rus' (911) : Traité de paix entre la principauté Rus' de Kiev et l'Empire byzantin. À la suite du premier traité de 907, il détaille les modalités de l'accord, notamment le montant des rançons des prisonniers, et établit le statut des mercenaires Varangiens qui intègrent l'armée byzantine en tant que formation d'élite.
- Traité byzantino-Rus' (945) : Traité de paix entre la principauté Rus' de Kiev et l'Empire byzantin, qui met fin au conflit à la suite de l'expédition navale de la principauté contre Constantinople. La principauté Rus' promet de ne pas attaquer Chersonèse, une enclave byzantine en Crimée. L'embouchure du Dniepr (Beloberezhye) doit être administrée conjointement.
- Traité de Safar (970) : Traité mettant fin officiellement à la dynastie Hamdanide. À la suite d'une rébellion au sein du Califat abbasside, la dynastie Hamdanide s'effondre. Les Byzantins en profitent pour étendre leur influence. Un émirat indépendant mais vassal de l'Empire byzantin est établi à Alep.

## Dynastie des Comnène(1081-1185)
- Traité byzantino-vénitien (1082) : pacte de commerce et de défense signé entre l'Empire byzantin et la république de Venise. Les Byzantins accordent aux Vénitiens des concessions commerciales importantes en échange de leur aide contre les Normands.
- Traité de Déabolis (1108) : accord entre l'empereur byzantin Alexis Ier Comnène et Bohémond de Tarente. Bohémond accepte de devenir un vassal de l'empereur. En retour, il reçoit la garantie que ses héritiers recevront le comté d'Édesse.

## Dynastie des Lascaris(empire de Nicée, 1204-1261)
- Traité de Nymphaeon (1214): traité de paix signé entre l'empire de Nicée, successeur de l'Empire byzantin, et l'Empire latin, qui s'est établi en Grèce à la suite de la quatrième croisade.
- Traité nicéano-vénitien (1219) : pacte de défense commerciale et de non-agression signé entre l'empire de Nicée et la république de Venise. Les Vénétiens peuvent effectuer des importations sans droits de douane dans tout l'Empire. En échange, ils s'engagent à ne pas soutenir l'Empire latin nouvellement créé.
- Armistice byzantino-latin (1260) : à la suite du siège de Constantinople par les Byzantins entre janvier et avril 1260, les deux parties signent un armistice, acceptant de mettre fin aux hostilités pour une durée d'un an. Cependant, peu avant l'expiration de l'armistice, Alexios Strategopoulos apprend par des fermiers locaux que les murs de Constantinople ne sont pas gardés, la garnison latine ayant été envoyée dans un raid contre l'île nicéenne de Daphnousie. Il profite de l'occasion pour entrer dans la ville, la reprenant aux Latins le 25 juillet 1261.
- Traité de Nymphaeon (1261) : traité d'alliance offensive et défensive entre le capitaine du peuple de la république de Gênes Guglielmo Boccanegra et l'empire de Nicée.

## Dynastie des Paléologue(1261-1453)
- Traité byzantino-vénitien (1268). Entente conclue entre l’Empire byzantin et la république de Venise pour mettre fin temporairement aux hostilités qui avaient suivi la restauration de l’Empire byzantin par l’empereur Michel Paléologue en 1261.
- Traité d'Orvieto (1281). Traité dont le but était le renversement de Michel VIII Paléologue et la restauration de la domination latine tant civile qu’ecclésiastique sur un Empire latin de Constantinople restauré.
- Traité byzantino-trapézontain (1282). Entente entre Michel VIII de Constantinople et Jean II de Trébizonde en fonction duquel ce dernier renonçait à son titre d'empereur et acceptait de recevoir celui de despote.
- Traité de Tchernomen (1327). Pacte signé entre l'Empire byzantin et l'Empire bulgare. Les deux puissances conviennent d'un accord d'entraide contre leurs ennemis.
- Traité de Gallipoli (1403). Traité de paix entre l'Empire byzantin et l'Empire ottoman. Les Byzantins récupèrent des territoires perdus et obtiennent d'être libéré de leur lien de vassalité avec l'Empire ottoman. Ces dispositions sont respectées jusqu'à la mort du sultan ottoman Mehmed I. Son successeur Mehmed II rouvre les hostilités et prend Constantinople en 1453.

## Sources
- Mark C. Bartusis, The Late Byzantine Army : Arms and Society 1204–1453, University of Pennsylvania Press, 1997, 438 p. (ISBN 0-8122-1620-2, lire en ligne)
- Guglielmo Cavallo, The Byzantines, University of Chicago Press, 1997, 293 p. (ISBN 978-0-226-09792-3, lire en ligne)
- (en) Angeliki Laiou, The Oxford Handbook of Byzantine Studies, Oxford, Oxford University Press, 2009, 1021 p. (ISBN 978-0-19-925246-6, lire en ligne), « Political-historical survey - D. 1204-1453 »
- Donald MacGillivray Nicol, The Last Centuries of Byzantium, 1261–1453, Cambridge University Press, 1993, 463 p. (ISBN 978-0-521-43991-6, lire en ligne)
- Donald MacGillivray Nicol, The Reluctant Emperor : A Biography of John Cantacuzene, Byzantine Emperor and Monk, C. 1295–1383, Cambridge University Press, 1996, 228 p. (ISBN 978-0-521-52201-4, lire en ligne)